# 李楼街道 (洛阳市)
李楼街道，是中华人民共和国河南省洛陽市洛龙区下辖的一个乡镇级行政单位。
原为李楼镇，2022年9月撤镇设街道。

## 行政区划
李楼街道下辖以下地区：
李楼村、潘寨村、太平村、三官庙村、向阳村、桃园村、万年青村、白碛村、北王村、楼村、杨村、董村、西高村、东高村、城角村、太尉庙村、二南村、二北村、石人村、齐村、五郎庙村、焦寨村、下庄村、木庄村、火龙村和石坝村。